# Mooshüttestollen

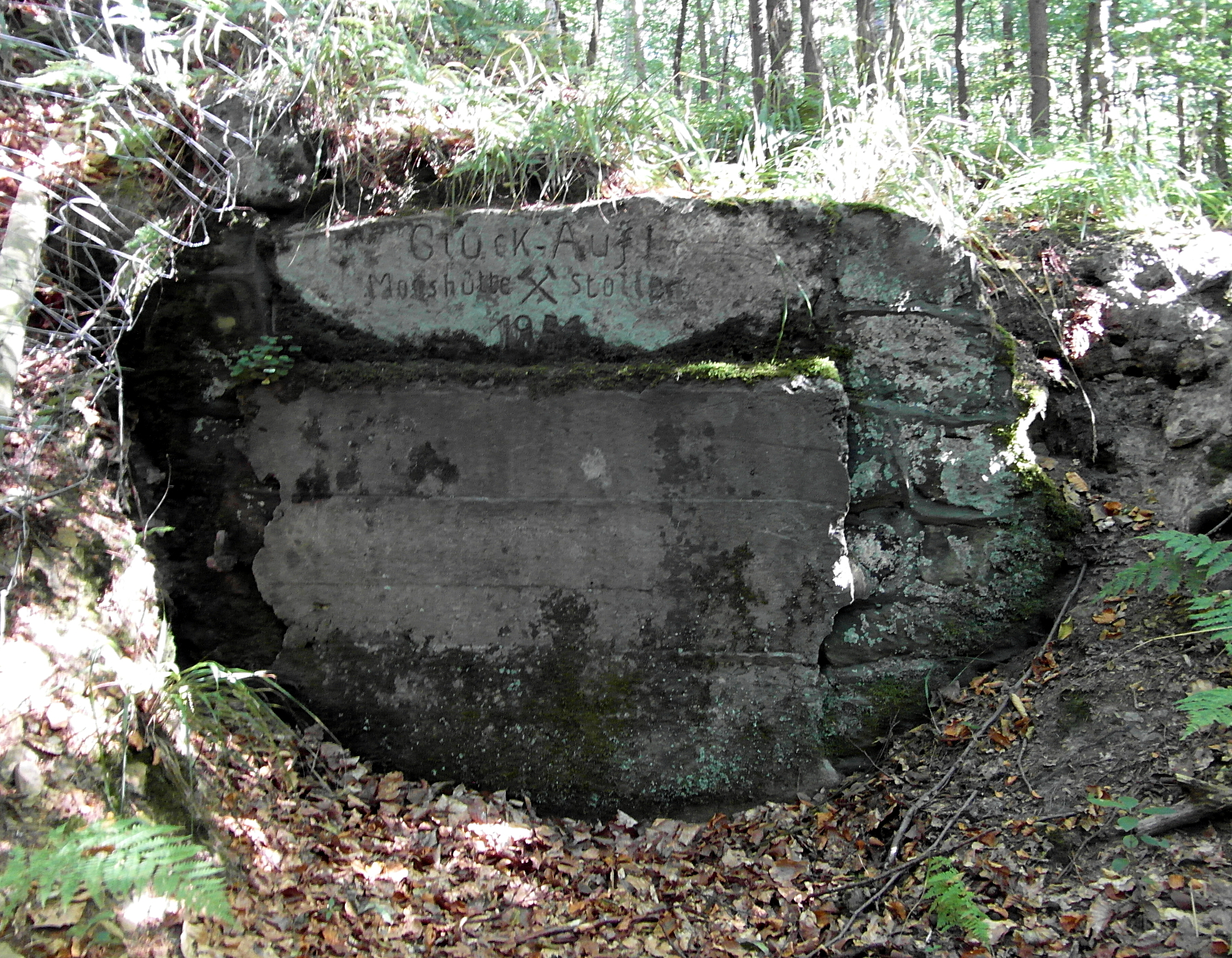
Mundloch des Mooshüttestollens

Der Mooshüttestollen ist ein ehemaliger Bergwerksstollen im Deister bei Bad Nenndorf in Niedersachsen.

## Geschichte
Im Deister ist schon im Jahr 1639 der Betrieb eines Kohlebergwerks nachweisbar. Im Laufe des 19. Jahrhunderts kam es zur Anlage zahlreicher kleiner Bergwerke zur Förderung der in bis zu 100 cm mächtigen Flözen anzutreffenden Wealdenkohle. Durch Übernahmen kamen die Bergwerksbetriebe und Konzessionen im Nordwesten des Deisters zwischen Egestorf und Bantorf in Staatsbesitz und wurden zum Steinkohlenbergwerk Barsinghausen der Preussag zusammengefasst.
Das Bergwerk betrieb Anfang der 1950er Jahre vier Förderschächte in den Gemeinden Barsinghausen und Großgoltern im damaligen Landkreis Hannover. Einige alte Stollen dienten wie der Klosterstollen Barsinghausen nur noch der Wetterführung.
Am Strutzberg im Nordwesten des Deisters verlief die Grenze des Landkreises Grafschaft Schaumburg zum Landkreis Hannover, heute die des Landkreises Schaumburg zur Region Hannover, etwa entlang des östlichen Waldrandes. Hier war auf hannoverscher Seite bereits im 1856 abgeteuften Carlschacht Steinkohle gefördert worden. Dieser gehörte zur 1907 übernommenen und 1928 vom Steinkohlebergwerk Barsinghausen wegen mangelnder Wirtschaftlichkeit stillgelegten Zeche Antonie in Bantorf.
Im Deister, auf schaumburgischem Gebiet, entstand 1895 an der Hessischen Quelle eine Schutzhütte, die in den Folgejahrzehnten zur Waldgaststätte Mooshütte erweitert wurde. Vermutlich als Folge des Bantorfer Bergbaus versiegte die Quelle in den 1930er Jahren weitgehend.

## Kohlebergbau bei der Mooshütte

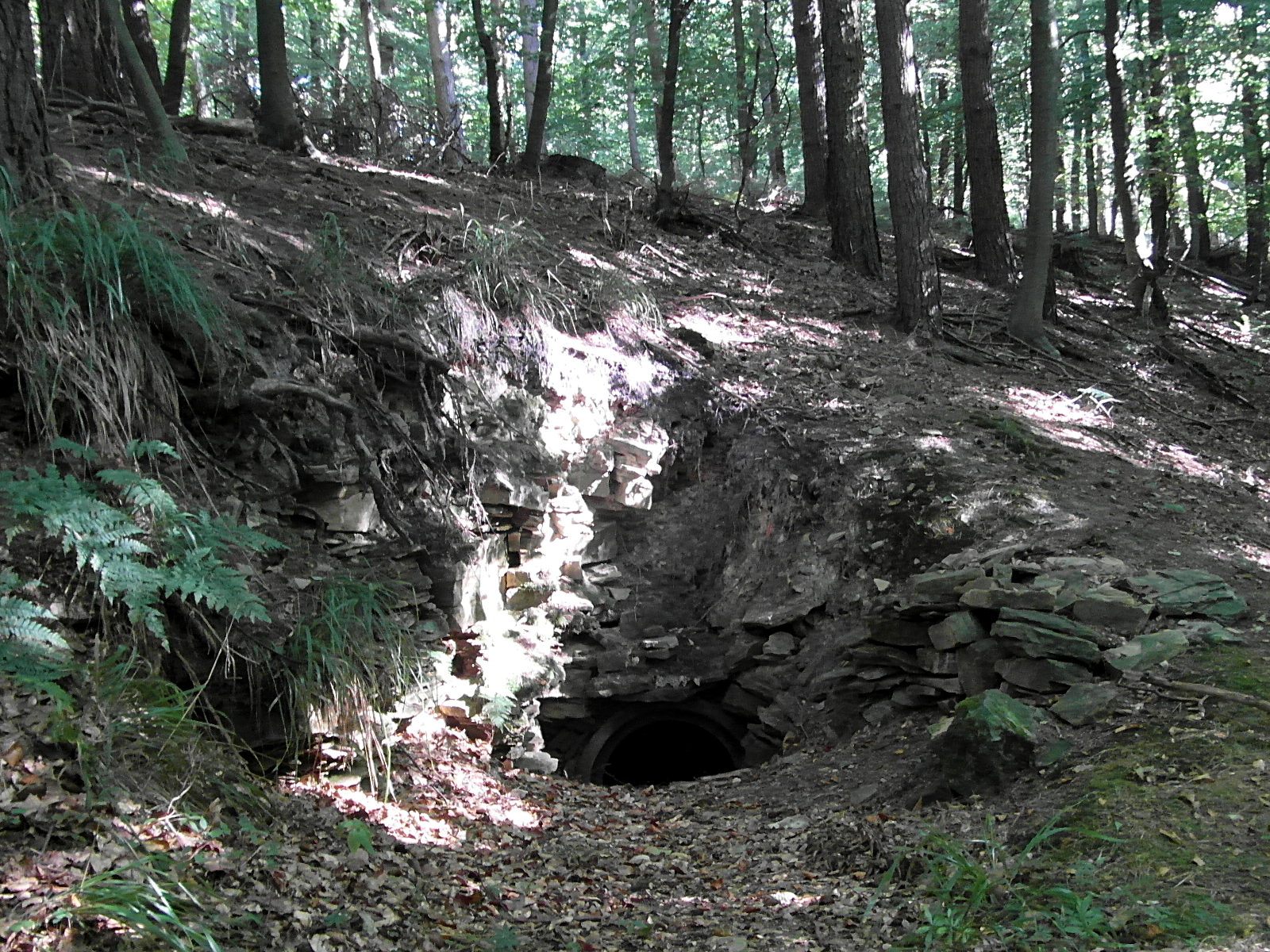
Der geöffnete Firste des Mooshüttestollens

Nach dem Zweiten Weltkrieg stieg Anfang der 1950er Jahre der Bedarf an Steinkohle deutlich.
Im Rahmen des Notbergbaus wurde ab dem 1. September 1951 am Ostufer des fast versiegten Hessischen Baches nördlich der Mooshütte der Mooshüttestollen vorgetrieben.
Noch im Jahr 1951 förderten hier 35 Bergleute 1019 Tonnen Kohle.
Der Stollen diente wie der 1952 südlich der Mooshütte am Osthang des Strutzberges (198 m ü. NHN) abgeteufte Strutzbergstollen dem Abbau von Kohle-Restpfeilern.
Die Kohle der etwa 50 cm mächtigen Flöze wurde von den Bergleuten mit einfachen Mitteln und oft im Liegen abgebaut und in Förderwagen geladen, die Grubenpferde abtransportierten.
Die Kohleförderung im 276 m langen Mooshüttestollen endete am 4. Juni 1954. Das Mundloch wurde mit Beton verschlossen. Der Firste des Stollens ist etwa 10 m hinter dem Mundloch geöffnet und ein Zugang als Wetterstollen eingebaut.
Die Förderung im Strutzbergstollen dauerte noch bis ins Jahr 1960.
Die gemeinsam genutzten Betriebsgebäude▼ der Stollen standen auf dem Gelände der Mooshütte. Als beide Stollen geschlossen waren, wurde die Waschkaue samt Steiger-, Bad-, Verbandszimmer und Grubenlampenladestation zu einem Gästehaus umgebaut. Das Gebäude mit Stallungen, Trafo- und Kompressorstation stand zwischen diesem und der Mooshütte und wurde abgerissen.
Der „Förderverein Besucherbergwerk Klosterstollen“ informiert mit einer Informationstafel▼ des Kohlepfads bei der Mooshütte zu Mooshüttestollen und Strutzbergstollen.
- Karte mit allen Koordinaten:
- OSM |
- WikiMap

## Belege
1. ↑  
Bantorf. www.barsinghausen.de, abgerufen am 21. August 2016.
2. 1 2  
Chronik der Mooshütte. www.mooshuette.de, abgerufen am 2. Mai 2019.
3. 1 2 3  
Infotafel Mooshütte-Stollen und Strutzbergstollen des Fördervereins Besucherbergwerk Klosterstollen Barsinghausen e. V. am Parkplatz der Mooshütte; gesehen am 23. August 2016
4. ↑  
Grubenpferde - "Kumpel auf vier Beinen". Bergbau Museum Lindhorst, abgerufen am 21. August 2016.
5. ↑  
Die „Deister-Kohlepfade“. (pdf; 7,7 MB) Besucherbergwerk Klosterstollen Barsinghausen, archiviert vom Original am 29. August 2016; abgerufen am 21. August 2016.

Koordinaten: 52° 19′ 22,1″ N, 9° 24′ 2,1″ O